# Malacopterus
Malacopterus is een kevergeslacht uit de familie van de boktorren (Cerambycidae). De wetenschappelijke naam van het geslacht werd voor het eerst geldig gepubliceerd in 1833 door Audinet-Serville.

## Soorten
Malacopterus omvat de volgende soorten:
- Malacopterus pavidus (Germar, 1824)
- Malacopterus tenellus (Fabricius, 1801)